# Santiago Rodriguez (Pianist)
Santiago Rodriguez (* 16. Februar 1952 in Cárdenas (Kuba)) ist ein kubanisch-US-amerikanischer Pianist.

## Leben
Santiago Rodriguez erhielt ab seinem vierten Lebensjahr Klavierunterricht. Nach der kubanischen Revolution schickten ihn seine Eltern nach Florida. Dort wurde er in die Operación Pedro Pan, ein Hilfsprogramm der katholischen Kirche für unbegleitete Kinder aus Kuba, aufgenommen und zunächst in ein Flüchtlingslager in Kendall, und danach in das Madonna Manor Orphanage in New Orleans gebracht.
Sein Konzertdebüt feierte Rodriguez im Alter von 10 Jahren mit dem  New Orleans Symphony Orchestra und dem Klavierkonzert Nr. 27 von Wolfgang Amadeus Mozart. Er absolvierte ein Bachelor-Studium an der Universität Texas (School of Music) bei William Race
(† 1999) und schloss sein Studium mit dem Master of Music bei Adele Marcus an der Juilliard School ab. Nach dem Gewinn der Silbermedaille bei der Van Cliburn International Piano Competition 1981 begann seine internationale Konzertkarriere.
In der Folge konzertierte Rodriguez mit zahlreichen Sinfonieorchestern in Europa und in den USA, u. a. mit dem London Symphony Orchestra, der Staatskapelle Dresden, der Staatskapelle Weimar, dem Yomiuri Nippon Symphony Orchestra, dem Tampere Philharmonic Orchestra, den Berliner Symphonikern, den Sinfonieorchestern von Philadelphia, Chicago, St. Louis, Baltimore, Seattle, Indianapolis, dem Houston Symphony Orchestra und in der Avery Fisher Hall in New York mit dem American Symphony Orchestra. Zudem konzertierte er mit einer Reihe von Kammermusik-Ensembles, wie dem Guarneri Quartett und der Chamber Music Society of Lincoln Center sowie mit Ruggiero Ricci, Walter Trampler, Ransom Wilson oder Robert McDuffie.
1977 begann Rodriguez seine Karriere als Klavierpädagoge an der University of Missouri in Columbia, Missouri. 1989 erhielt er ein Engagement als Artist in Residence und Professor für Klavier an der  University of Maryland. 2009 wechselte er an die Frost School of Music der University of Miami.

## Diskografie (Auswahl)
- 2000: Santiago Rodriguez - Piano in Hollywood; Fairfax Symphony Orchestra, Leitung: William Hudson; Elan Recordings
- 2010: Santiago Rodriguez plays Rachmaninov, Elan Recordings